# Lijst van voetbalinterlands Bulgarije - Estland (vrouwen)
Deze lijst van voetbalinterlands is een overzicht van alle officiële voetbalinterlands tussen de nationale vrouwenteams van Bulgarije en Estland. De landen hebben tot nu toe drie keer tegen elkaar gespeeld.

## Wedstrijden
| № | Plaats  | Datum            | Competitie                       | Wedstrijd           | Uitslag |
| - | ------- | ---------------- | -------------------------------- | ------------------- | ------- |
| 1 | Otopeni | 18 november 2006 | EK 2009 kwalificatie             | Estland − Bulgarije | 0 − 5   |
| 2 | Tallinn | 4 april 2025     | UEFA Women's Nations League 2025 | Estland − Bulgarije | 0 − 0   |
| 3 | Sofia   | 3 juni 2025      | UEFA Women's Nations League 2025 | Bulgarije − Estland | 0 − 1   |

## Samenvatting
| Competitie                  | Totaal gespeeld | Winst Bulgarije | Gelijk | Winst Estland | Doelsaldo Bulgarije – Estland |
| --------------------------- | --------------- | --------------- | ------ | ------------- | ----------------------------- |
| EK-kwalificatie             | 1               | 1               | 0      | 0             | 5 − 0                         |
| UEFA Women's Nations League | 2               | 0               | 1      | 1             | 0 − 1                         |
| Totaal                      | 3               | 1               | 1      | 1             | 5 − 1                         |